# Вознесенська церква (Сада)
Вознесе́нська церква — православний храм у селі Сада Ярського району Удмуртії, Росія. Являє собою пам'ятник архітектури раннього класицизму.
У середині XVIII століття уряд Російської імперії почав будівництво Сибірського тракту, який пройшов по північній частині сучасної Удмуртії. Слідом за цим царський уряд цілеспрямовано проводив християнізацію та русифікацію місцевого населення. В результаті цього зводились нові православні храми. Вознесенська церква була збудована в 1823-1829 роках архітектором Філімоном Росляковим, який працював у стилі вятського бароко.